# Tryphon translucens
Tryphon translucens är en stekelart som beskrevs av Julius Theodor Christian Ratzeburg 1852. Tryphon translucens ingår i släktet Tryphon och familjen brokparasitsteklar. Inga underarter finns listade i Catalogue of Life.